# Lago Maggiore
Lago Maggiore, även Lago Verbano, (franska Lac Majeur, tyska ibland Langensee) långsträckt bergssjö i Italien (Lombardiet, Piemonte) och Schweiz (kantonen Ticino) med en yta på 213 km², varav en femtedel i Schweiz, och största djup 372 m. Sjön ligger 193 m ö.h. och avvattnas av floden Ticino som också är viktigaste tillflöde. I den italienska delen ligger de Borromeiska öarna.
Bland Italiens sjöar är Lago Maggiore den näst största, efter Gardasjön. Sjön utgör Schweiz lägsta punkt.

## Topografi
Lago Maggiore är 66 km lång med huvudriktningen nordnordost-sydsydväst och högst 10 km bred. 

### Vattendjup och naturhistoria
Lago Maggiores största djup ligger 179 meter under havsytan. Sjöns V-formade klippgrund finns dock upp till 420 meter djupare. Detta tros sammanhänga med att Medelhavets yta under den messiniska salinitetskrisen var någon kilometer under nuvarande havsyta. Lago Maggiore skall alltså för fem miljoner år sedan ha varit en djup flodravin. Istidsglaciärer från Ticinos och Toces dalgångar breddade dalen och försköt löst material.

### Omgivande landskap
Landskapsformerna varierar starkt: Sjöns norra del kantas av höga, brant sluttande berg, men här finns även kanaliserade floddeltan: Magadinoslätten runt Ticinos och Verzascas inflöden och Maggias delta där Locarno och Ascona byggts. Söder om Luino och Verbania är landskapet öppnare och Sesto Calende där Ticino lämnar sjön ligger på Poslätten. 

### Öar
- De delvis bebodda Borromeiska öarna med en sammanlagd yta av 18 hektar ligger mellan Stresa och Verbania.
- Öster om Ascona höjer sig de två Brissagoöarna knappt 7 meter över sjöns medelvattenstånd. De har en sammanlagd yta av 3 hektar och den större ön har en botanisk trädgård.[3]

## Politisk indelning och städer
Sjöns nordligaste del tillhör Schweiz. I övrigt ligger den västra stranden i den italienska provinsen Piemonte och den östra i Lombardiet. De största städerna runt sjön är Verbania, Locarno, Luino och Arona.

## Kommunikationer
Många orter vid sjön har passagerarbåtstrafik. Mellan Verbania (Intra) och Laveno-Mombello går dessutom en bilfärja.
Stresa trafikeras av fjärrtåg på Simplonlinjen Bern/Lausanne-Brig-Milano. Även i Locarno stannar fjärrtåg. På järnvägarna längs de östra och sydvästra stränderna går lokaltåg.

## Hydrologi och vattenkvalitet

### Vattenbalans
Lago Maggiores tillrinningsområde (utom sjöytan) är 6386 km² stort och har en medelhöjd av 1283 m. Viktigaste tillflöden är Ticino, Toce, Maggia, Tresa och Verzasca. I de flesta tillflöden är vattenkvaliteten god. Tresa och Bardello för dock näringsrikt vatten från de starkare belastade Luganosjön respektive Lago di Varese. Medelavflödet genom Ticino är 290 m³/s. Den teoretiska uppehållstiden är 4,12 år. En officiell schweizisk rapport från 1995 beskriver sjöns vattenkvalitet som god: Efter en topp år 1977 hade fosforhalten fallit till låga 10 μg/liter och syrehalten på botten var under 25 år minst 5,7 mg/liter.

### Naturvård
Sedan 1962 finns en italiensk-schweizisk kommission (Cipais) för skydd av Lago Maggiore och Luganosjön. Vattenkvaliteten övervakas främst av det italienska hydrobiologiska institutet i Pallanza (ISE).

## Nyttjande

### Turism
Det vackra landskapet, ett milt klimat och goda kommunikationer har gjort turismen till en viktig näring med välkända orter som Locarno och Stresa.

### Fiske
Under 1970-talet fångade yrkesfisket i genomsnitt 150 ton fisk om året. Framför allt gös, öring och röding.

## Historia
I romerska skrifter kalls sjön "Verbano". Namnet "Lago Maggiore", som reflekterar sjöns relativa storlek, är känt sedan 1100-talet. Under antiken nyttjades sjön för transporter mellan Poslätten och alppassen Lukmanier och San Bernardino. Angera (då "Stazzona") var en viktig hamn. Senare kom området till Tysk-romerska riket och till Milano som förlänade det åt familjen Borromeo. År 1513 erövrade schweizarna norra änden.
Från slutet av 1700-talet utvecklades turismen och 1826 startade ångbåtstrafik. Under 1800-talet skedde många översvämningar, men genom att styra sjöns utlopp lyckades man efterhand reglera vattenhöjden. När Ticinos delta kanaliserades under tiden 1888 till 1961 torrlades Magadinoslätten, som blev ett viktigt jordbruks- och industriområde.